# Barrio de Totopostle
Barrio de Totopostle är en ort i Mexiko.   Den ligger i kommunen San Lorenzo Texmelúcan och delstaten Oaxaca, i den sydöstra delen av landet, 400 km sydost om huvudstaden Mexico City. Barrio de Totopostle ligger 1 203 meter över havet och antalet invånare är 341.
Terrängen runt Barrio de Totopostle är kuperad åt sydväst, men åt nordost är den bergig. Runt Barrio de Totopostle är det glesbefolkat, med 15 invånare per kvadratkilometer. Närmaste större samhälle är El Arador, 3,0 km öster om Barrio de Totopostle. I omgivningarna runt Barrio de Totopostle växer i huvudsak städsegrön lövskog.